# فهرست نقش‌آفرینی‌های کیلین مورفی

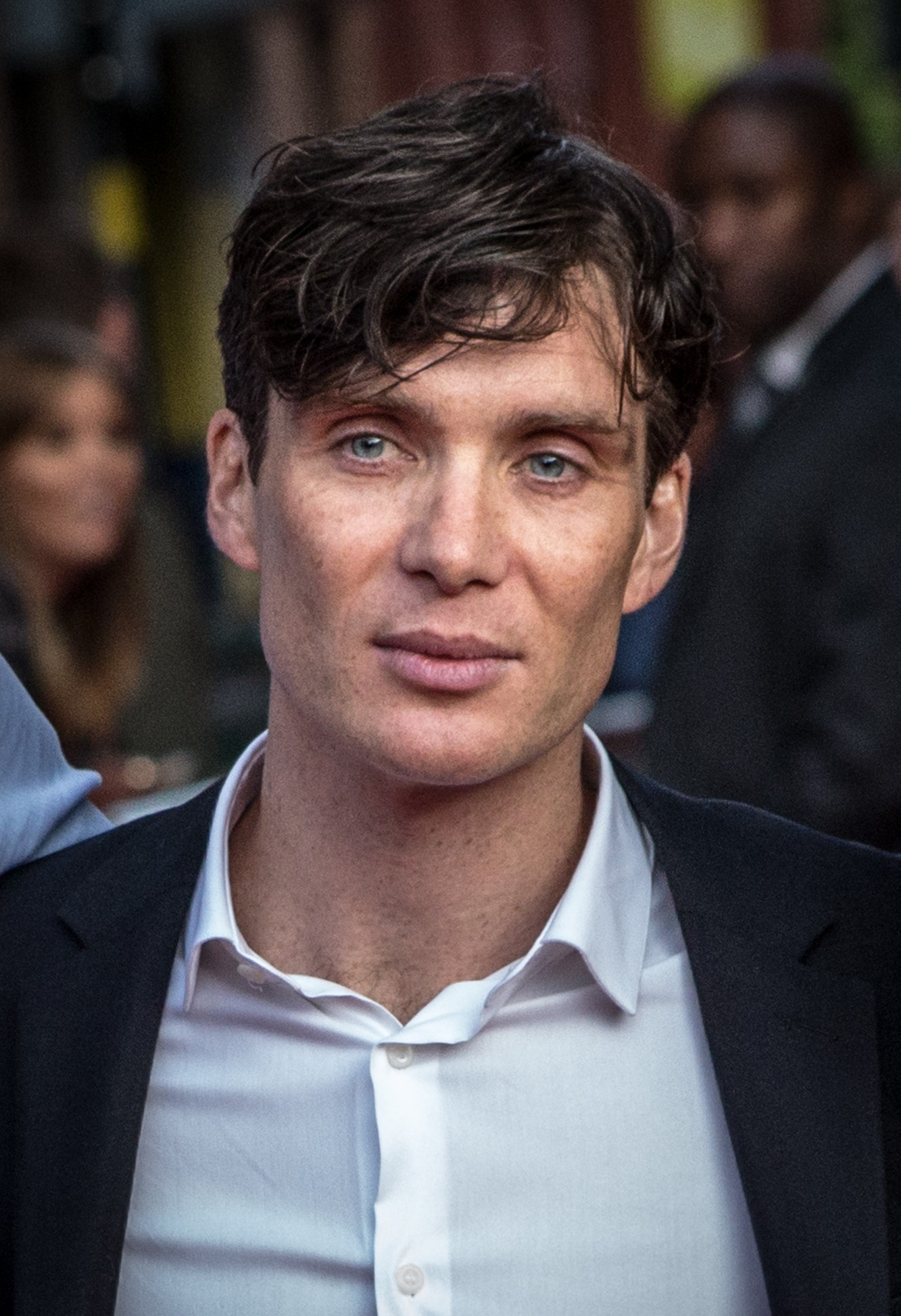
کیلین مورفی هنگام بازی در فصل ۲ پیکی بلایندرز، سال ۲۰۱۴

کارنامۀ هنری کیلین مورفی:

## فیلم
| سال  | عنوان                    | نقش                       | کارگردان               | یادداشت‌ها                  |
| ---- | ------------------------ | ------------------------- | ---------------------- | -------------------------- |
| ۱۹۹۷ | کواندو                   | پت                        | دکلن رکس               | فیلم کوتاه                 |
| ۱۹۹۸ | داستان سوئیتی بارِت       | پت د بارمن                | استیون بردلی           |                            |
| ۱۹۹۹ | اخراج                    | برندن مک‌براید             | تام والر               | فیلم کوتاه                 |
| ۱۹۹۹ | آفتاب‌سوختگی              | داوین مک‌دربی              | نلسون هیوم             |                            |
| ۱۹۹۹ | در درب مرگ               | گریم ریپر، جونیور         | کانر موریسی            | فیلم کوتاه                 |
| ۱۹۹۹ | سنگر                     | رگ روک‌وود                 | ویلیام بوید            |                            |
| ۲۰۰۰ | Filleann an Feall        | گر                        | فرانکی مک‌کافرتی        | فیلم کوتاه                 |
| ۲۰۰۰ | A Man of Few Words       | بست من                    | ترنس وایت              | فیلم کوتاه                 |
| ۲۰۰۱ | روی لبه                  | جاناتان بریچ              | جان کارنی              |                            |
| ۲۰۰۱ | How Harry Became a Tree  | گاس                       | گوران پاسکالیویچ       |                            |
| ۲۰۰۱ | خوک‌های دیسکو             | درن/ خوک                  | کیرستن شریدان          |                            |
| ۲۰۰۱ | نگهبانان                 | فیل                       | پالوما بائسا           | فیلم کوتاه                 |
| ۲۰۰۲ | ۲۸ روز بعد               | جیم                       | دنی بویل               |                            |
| ۲۰۰۳ | وقفه                     | جان                       | جان کرولی              |                            |
| ۲۰۰۳ | دختری با گوشواره مروارید | پیتر                      | پیتر وبر               |                            |
| ۲۰۰۳ | کوهستان سرد              | باردولف                   | آنتونی مینگلا          |                            |
| ۲۰۰۳ | زوناد                    | گای هندریکسون             | جان کارنی کایران کارنی | فیلم کوتاه                 |
| ۲۰۰۵ | بتمن آغاز می‌کند          | مترسک                     | کریستوفر نولان         |                            |
| ۲۰۰۵ | چشم قرمز                 | جکسون ریپنر               | وس کریون               |                            |
| ۲۰۰۵ | صبحانه در پلوتون         | پاتریک "کیتن" بِریدن       | نیل جردن               |                            |
| ۲۰۰۶ | شهر خاموش                |                           | روری رابینسون          | فیلم کوتاه                 |
| ۲۰۰۶ | بادی که در مرغزار می‌وزد  | دیمین اودونوان            | کن لوچ                 |                            |
| ۲۰۰۷ | آفتاب                    | رابرت کاپا                | دنی بویل               |                            |
| ۲۰۰۷ | تماشای کارآگاهان         | نِیل                       | پل سوتر                |                            |
| ۲۰۰۸ | شوالیه تاریکی            | دکتر جاناتان کرین / مترسک | کریستوفر نولان         | حضور کوتاه                 |
| ۲۰۰۸ | لبه عشق                  | ویلیام کیلیک              | جان میبری              |                            |
| ۲۰۰۸ | متزلزلان                 | راوی (صدا)                | جوئل کانروی            | مستند                      |
| ۲۰۰۹ | پاداش پریر               | مایکل مک‌کری               | ایان فیتزگیبون         |                            |
| ۲۰۰۹ | آب                       | Son                       | کوین درو               | فیلم کوتاه                 |
| ۲۰۱۰ | طاووس                    | جان / اما اسکیلپا         | مایکل لندر             |                            |
| ۲۰۱۰ | هیپی هیپی شیک            | ریچارد نویل               | بیبان کیدرون           | منتشر نشده                 |
| ۲۰۱۰ | سرآغاز                   | رابرت فیشر                | کریستوفر نولان         |                            |
| ۲۰۱۰ | ترون: میراث              | ادوارد دیلینگر جونیور     | جوزف کوشینسکی          | حضور کوتاه بدون اعتبار     |
| ۲۰۱۱ | عقب‌نشینی                 | مارتین                    | کارل تیبتز             |                            |
| ۲۰۱۱ | سر وقت                   | ریموند لئون               | اندرو نیکول            |                            |
| ۲۰۱۲ | چراغ‌های قرمز             | تام باکلی                 | رودریگو کورتس          |                            |
| ۲۰۱۲ | شکسته                    | مایک کِرنن                 | روفوس نوریس            |                            |
| ۲۰۱۲ | شوالیه تاریکی برمی‌خیزد   | دکتر جاناتان کرین / مترسک | کریستوفر نولان         | حضور کوتاه                 |
| ۲۰۱۳ | Harriet and the Matches  | گربه (صدا)                | میراندا هوارد-ویلیامز  | فیلم کوتاه                 |
| ۲۰۱۴ | اوج                      | آیوِن                      | کلاودیا یوسا           |                            |
| ۲۰۱۴ | تعالی                    | مامور دونالد بوکانن       | والی فیستر             |                            |
| ۲۰۱۴ | از کوهستان               | راوی (صدا)                | مایکل جان ویلن         | فیلم کوتاه                 |
| ۲۰۱۵ | در دل دریا               | متیو جوی                  | ران هاوارد             |                            |
| ۲۰۱۶ | انتروپوید                | یوزف گابچیک               | شان الیس               |                            |
| ۲۰۱۶ | آتش آزاد                 | کریس                      | بن ویتلی               |                            |
| ۲۰۱۷ | مهمانی                   | تام                       | سالی پاتر              |                            |
| ۲۰۱۷ | دانکرک                   | سرباز نجات یافته          | کریستوفر نولان         |                            |
| ۲۰۱۸ | فصل بزهکاری              | جیم                       | مارک اورو              |                            |
| ۲۰۱۸ | پالتو                    | آکاکی (صدا)               | میلیس آرولپ شان مولن   | فیلم کوتاه                 |
| ۲۰۱۹ | آنا                      | لنی میلر                  | لوک بسون               |                            |
| ۲۰۲۰ | یک مکان ساکت: بخش ۲      | امِت                       | جان کرازینسکی          |                            |
| ۲۰۲۱ | تمام این زمان غیر واقعی  | Man                       | ایف مک‌آردل             | فیلم کوتاه                 |
| ۲۰۲۳ | پادشاهی کنسوکه           | Dad (صدا)                 | نیل بویل کرک هندری     | [ ۳ ]                      |
| ۲۰۲۳ | اوپنهایمر                | جی. رابرت اوپنهایمر       | کریستوفر نولان         |                            |
| ۲۰۲۴ | چیزهای کوچک این‌چنینی     | بیل فرلونگ                | تیم میلنتس             | همچنین تهیه‌کننده           |
| ۲۰۲۵ | ۲۸ سال بعد               | جیم                       | دنی بویل               |                            |
| TBA  | استیو                    | استیو                     | تیم میلنتس             | همچنین تهیه‌کننده؛ پس تولید |

## تلویزیون
| سال       | عنوان                                    | نقش        | یادداشت‌ها                         |
| --------- | ---------------------------------------- | ---------- | --------------------------------- |
| ۲۰۰۱      | راه و رسم زندگی ما                       | پل مونتگیو | ۴ قسمت                            |
| ۲۰۱۳–۲۰۲۲ | پیکی بلایندرز                            | تامی شلبی  | نقش اصلی؛ همچنین تهیه‌کنندهٔ اجرایی |
| ۲۰۱۵      | اقیانوس اطلس: وحشی ترین اقیانوس روی زمین | راوی (صدا) | ۳ قسمت                            |
| ۲۰۱۹      | انقلاب ایرلند                            | راوی (صدا) | ۳ قسمت                            |
| ۲۰۲۰      | Fight for First: Excel Esports           | راوی (صدا) | ۵ قسمت                            |

## موزیک ویدئو
| سال  | عنوان                      | هنرمند         | یادداشت‌ها     |
| ---- | -------------------------- | -------------- | ------------- |
| ۲۰۰۹ | The Water                  | فایست          |               |
| ۲۰۱۱ | Winter Beats               | آی بریک هورسس  |               |
| ۲۰۱۳ | Hold Me Forever            | مانی           | فقط کارگردانی |
| ۲۰۱۵ | The Clock                  | پل هارتنول     |               |
| ۲۰۱۶ | Stages                     | فرانک و والترز | صدا           |
| ۲۰۱۷ | The Ways                   | آلرد و برودریک |               |
| ۲۰۱۷ | The Meetings Of The Waters | فیون ریگان     |               |
| ۲۰۲۲ | «Pana-vision»              | د اسمایل       |               |

## بازی‌های ویدئویی
| سال  | عنوان                             | صدا پیشه                  |
| ---- | --------------------------------- | ------------------------- |
| ۲۰۰۵ | بتمن آغاز می‌کند                   | دکتر جاناتان کرین / مترسک |
| ۲۰۲۳ | Peaky Blinders: The King's Ransom | تامی شلبی                 |

## تئاتر
| سال       | عنوان                            | نقش          | مکان                                                            |
| --------- | -------------------------------- | ------------ | --------------------------------------------------------------- |
| ۱۹۹۶–۱۹۹۸ | خوک‌های دیسکو                     | درن/ خوک     | تور جهانی                                                       |
| ۱۹۹۸      | هیاهوی بسیار برای هیچ            | کلودیو       | کیلکنی کاسل                                                     |
| ۱۹۹۹      | پسر روستایی                      | کرلی         | تئاتر تاون هال                                                  |
| ۱۹۹۹      | جونو و پیکاک                     | جانی بویل    | تئاتر گئتی                                                      |
| ۲۰۰۲      | شکل چیزها                        | آدام         | تئاتر گِیت                                                       |
| ۲۰۰۳      | مرغ دریایی                       | کنستانتین    | جشنواره بین‌المللی ادینبرو                                       |
| ۲۰۰۴      | خالی‌بند دنیای غرب                | کریستی ماهون | تئاتر تاون هال                                                  |
| ۲۰۰۶      | آهنگ عاشقانه                     | بین          | تئاتر امباسادورز                                                |
| ۲۰۱۰      | از گالوِی تا برادوی و دوباره      | کریستی ماهون | تئاتر تاون هال                                                  |
| ۲۰۱۱–۲۰۱۲ | میسترمن                          | توماس مگیل   | جشنواره هنر گالوِی تئاتر ملی سلطنتی سِینت اِن ورهوس                |
| ۲۰۱۴      | بلی‌تورک                          | No. 1        | جشنواره هنر گالوِی تئاتر المپیا خانۀ اپرای کورک تئاتر ملی سلطنتی |
| ۲۰۱۸–۲۰۱۹ | Grief is the Thing with Feathers | Crow, Dad    | ئاتر بلک باکس تئاتر اورایلی مرکز باربیکان سِینت اِن ورهوس         |